# Mongeperipatus solorzanoi
Mongeperipatus solorzanoi is een ongewerveld dier dat behoort tot de stam van de fluweelwormen (Onychophora). De soort is endemisch in Costa Rica.

## Wetenschappelijke naam
De wetenschappelijke naam van de soort werd als Peripatus solorzanoi in 2010 gepubliceerd door Morera-Brenes en Monge-Nájera. De soort is vernoemd naar de Costa Ricaanse bioloog Alejandro Solórzano, die zich bezig hield met herpetologie en het bestuderen van fluweelwormen.

## Kenmerken
Mongeperipatus solorzanoi is de grootst bekende fluweelworm. Het holotype was 22 centimeter lang. De grootst bekende fluweelworm was voor de beschrijving van Mongeperipatus solorzanoi een 15 centimeter groot exemplaar van Macroperipatus torquatus. Andere waargenomen exemplaren van Mongeperipatus solorzanoi waren 7,1 tot 11,7 centimeter lang. Mannelijke dieren hebben 34 paar poten, vrouwelijke individuen 39 tot 41 paar poten. De kleur van Mongeperipatus solorzanoi varieert van lichtbruin tot wijnrood. 

## Voorkomen
Mongeperipatus solorzanoi is alleen bekend uit een klein regenwoudgebied bij Guayacán de Siquirres en het Nationaal park Barbilla in de provincie Limón in Costa Rica.